# Mahaleuszczyna
Mahaleuszczyna (biał. Магалеўшчына; pol. Mohielewszczyzna; ros. Магалевщина, Magalewszczina) – wieś na Białorusi, w obwodzie mińskim, w rejonie dzierżyńskim, w sielsowiecie Stańków.